# Téli hadjárat (1664)
A téli hadjárat más néven eszéki hadjárat Zrínyi Miklós hadjárata 1664 télutóján, mely során 240 km-t hatolt be seregével török területre. Ez az 1663-64. évi török háború legfontosabb hadművelete, mely a keresztény erők legfőbb sikere is egyben.

A hadjárat előzménye, hogy 1663-ban a török csaknem 80 ezer fős sereggel támadta meg Magyarországot. A király a magyar csapatok főparancsnokának nevezte ki Zrínyit, aki sikeres vállalkozásával felgyújtotta a dunántúli török helyőrségeknek utánpótlást biztosító eszéki hidat, de az udvar késlekedése miatt nem tudta a győzelmet kamatoztatni. A tollal és karddal küzdő Zrínyi Miklósban politikai ellenfelet látó Bécs Kanizsa kudarccal végződött ostroma után leváltotta.

## Előzmények
Erdélyre II. Rákóczi György által indított meggondolatlan lengyelországi hadjárat miatt hatalmas török és tatár seregek zúdultak. Rákóczi nem akart lemondani trónjáról, ezért fegyveresen szállt szembe a szultánnal, segítséget kérve I. Lipót osztrák császártól és magyar királytól. Lipótot kényszerítette az észak-német fejedelmek és a Mainzi Választófejedelemség által létrehozott Rajnai Szövetség, de a császár csupán látszatintézkedéseket tett, hogy megválasszák német-római császárrá, s miután ez megtörtént, nem avatkozott bele az Erdélyben dúló háborúba.
A bécsi udvar a kulcsfontosságú Várad eleste után is passzív maradt, és ez nemcsak a magyar rendeket háborította fel, de egész Európát is. Zrínyi Miklós horvát bán már az ostrom megkezdésekor körülvette az 1600-ban elfoglalt Kanizsa várát, de az Udvar megálljt parancsolt neki. 1661-ben aztán a Muránál egy németalföldi hadmérnökkel megépítette Zrínyiújvárt, ami heves tiltakozást váltott ki a török portánál, és az Udvari Haditanács is megtiltotta. A törökök háborúval fenyegetőztek, amit a Habsburgok mindenképp el akartak kerülni: egyfelől, mert komolyabbnak ítélték a francia fenyegetést nyugatról, másfelől, mert megfelelő katonai erőt sem tudtak kiállítani.
Közben Erdély új fejedelme, Kemény János folytatta a török-elleni harcot, és ehhez ő is a Habsburgok segítségét kérte. Az udvar viszont titokban megállapodott a törökökkel: az ígéretek közt szerepelt Zrínyiújvár lerombolása, amiért cserébe a törökök új fejedelmet ültetnek Erdély trónjára úgy, hogy az ország régi státusza megmaradjon. A törökök végül Apafi Mihályt tették fejedelemmé, és az osztrákok magára hagyták Keményt.
De az udvar nem kerülhette el a háborút, mert tétovázott, és nem kötött békét a szultánnal Kemény János veresége után. Emiatt a törökök 1663-ban hadat üzentek.
A császári és a magyarországi hadak elégtelen létszámban álltak és nem volt megfelelő a felszerelésük sem. Köprülü Ahmed nagyvezír azzal a céllal indult közel 80 ezer fős seregével, hogy a Királyi Magyarországot meghódítsa, első lépésnek szánva ezt egy Bécs elleni támadáshoz. A törökök ostromolni kezdték Érsekújvárt, amelyért Zrínyi nem tudott sokat tenni, még húszezer főt el sem érő hadával. De az ostrom elhúzódott és a törökök október 26-áig nem folytathattak nagyobb hadjáratokat, ha vissza akartak vonulni a tél beállta előtt téli szállásukra, a Balkánra.

## Az eszéki hadjárat
Az 1664-es esztendő harcaira most már alaposabban felkészült az udvar. Közben Zrínyi állandó portyázásokkal zavarta a törököket és Zrínyiújvár előtt is levert egy kisebb sereget. Mivel nem mert remélni sokat Bécstől ezért két másik hatalmas főúrral és egyben az ország vezetői személyeivel, gróf Nádasdy Ferenc országbíróval és gróf Wesselényi Ferenc nádorral szövetséget kötött Kőszegen 1663 szeptemberében. Elhatározták, hogy maguk veszik kezükbe a török elleni harc irányítását. Jelen volt még több egyházi méltóság és főúr is a gyűlésen. Zrínyi bár már korábban főparancsnoki tisztségben állt, de Érsekújvár elvesztése után leváltották.

### Segélykérés a külföldtől
A három főúr levélbe foglalta szövetségük programját:„Mi, kik az országnak oszlopi vagyunk, valami szabados úton elejét vesszük, ezennel éppen végső romlásra jut az ég alatt ilyen híres, nevezetes, nemes nemzetnek az ő sorsa”
Bory Mihály, a szövetség küldötte Regensburgba ment, ahol a német fejedelmek és hercegek tanácskoztak, s jelen volt a Rajnai Szövetség feje János Fülöp mainzi érsek is. Az érsek kilátásba helyezte a támogatást, de már korábban maga ügyének is nyilvánította a török háborút. Ezért csapatokat irányítottak Magyarországra gróf Wolfgang Julius von Hohenlohe vezetésével. Franciaország is segítséget ígért, de csapatai csak 1664 nyarán érkeztek Magyarországra.
Regensburgban döntöttek arról, hogy a hadjárat miképpen folytatódjon. Zrínyi javaslatára a támadás mellett döntöttek, s lehetőleg mihamarabb, amíg a tél tart, mert ebben az évszakban a törökök nem tudtak nagyobb, s ütőképesebb erőt bevetni. Bécs sem tétlenkedett és ő is segítséget kért a török ellen Spanyolországtól, de nem kapta meg.
Wesselényi nádor körlevélben szólította fel a vármegyéket, hogy a nagyvezír követelése ellenére se hódoljanak meg. Zrínyiék jól látták, hogy Magyarország és Horvátország egymaga nem fog tudni megállni az oszmán hadigépezet előtt, amely minden gyengesége ellenére is még mindig nagyon erősnek mutatkozott, de a külföldi segítség kérdésétől a magyar köznemesség eléggé idegenkedett. Zrínyi határozottan a török kiűzésére gondolt ezzel a háborúval, amely szerinte János Fülöptől függ. De Bécsben nem akarták, hogy a magyarok országegyesítő törekvése célt érjen. Zrínyi és a többi magyar főúr támogatást keresett a franciáknál és a Napkirállyal szemben lojális német fejedelmeknél, akik nemcsak a török ellen, hanem a Habsburgok németországi befolyásának csökkentése érdekében is kötötték a Rajnai Szövetséget. Ezért bár továbbra is folytatta a hadakozás előkészületeit, de mindeközben állandóan tárgyalt a békéről a törökökkel.

### Támadás a Dráva mentén
Zrínyi Miklós mintegy 15 ezer fős magyar és horvát csapatokból álló serege egyesült von Hohenlohe vezette több mint 7 ezer főnyi német sereggel, továbbá 3000 osztrákkal. Berzencétől kiindulva a Dráva mentén betörtek a magyar hódoltság déli területére 1664. január 21-én. A tél legkeményebb szakának számító hónapban oszmán-török erők kizárólag csak a várakban állomásoztak, nyílt terepen nem.

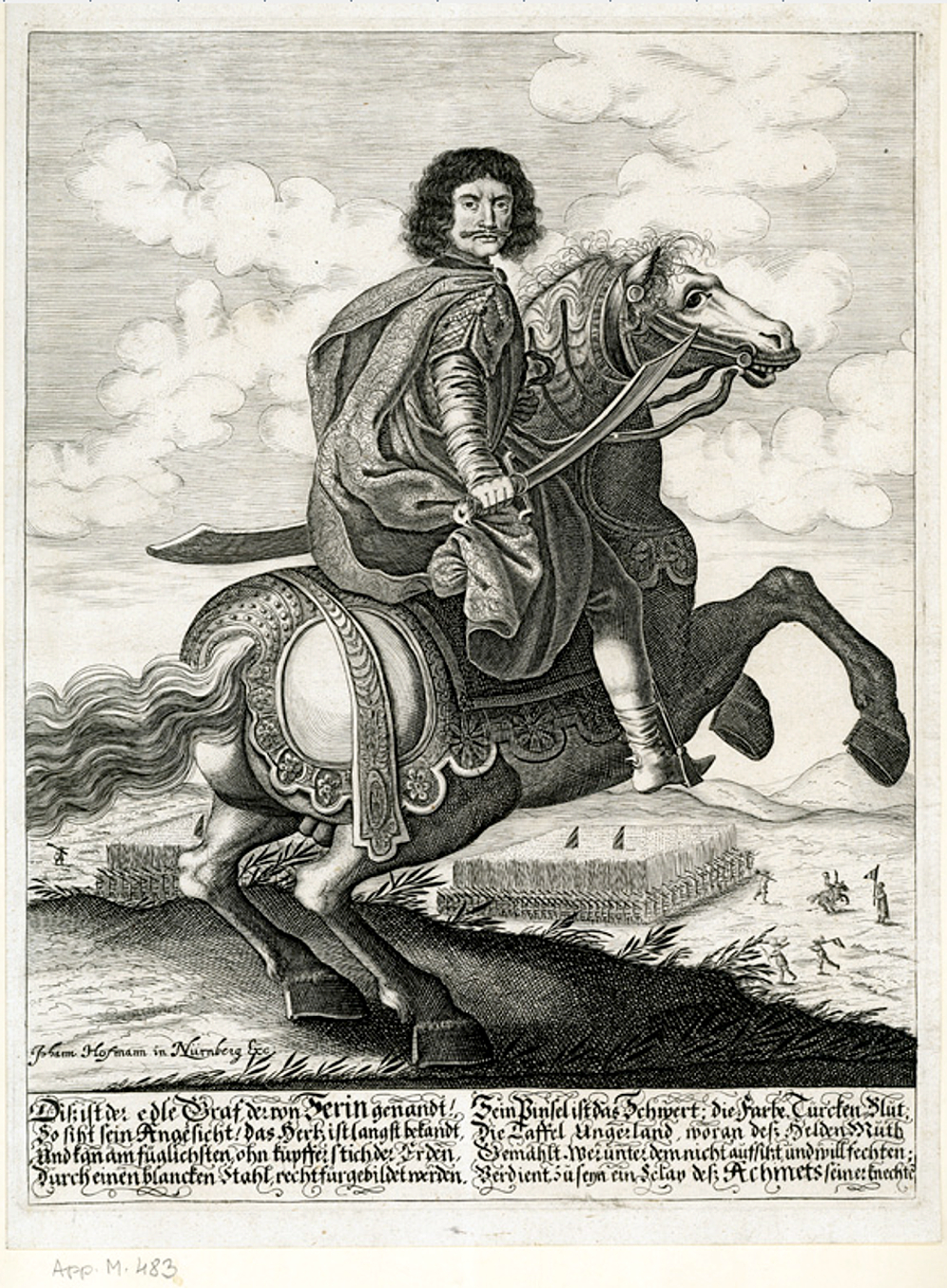
Zrínyi Miklós

De a hadműveletek nem kizárólag a Dráva vidékén folytak. Északkeleten egy magyar sereg Rákóczi László és Barkóczy István vezérletével Várad ellen támadt, nem a célból, hogy a várat visszafoglalja, hanem valamiképp az ottani pasa figyelmét elterelje. A francia Jean-Louis de Souches és Koháry István vezette császári és magyar hadak a felvidéki bányavárosok területéről támadták a törököket. Utóbbiak sorai kiegészültek Jerzy Lubomirski marsall és szepességi kapitány irányította lengyel dandárral, amelyet a nádor toborzott Lengyelországból.

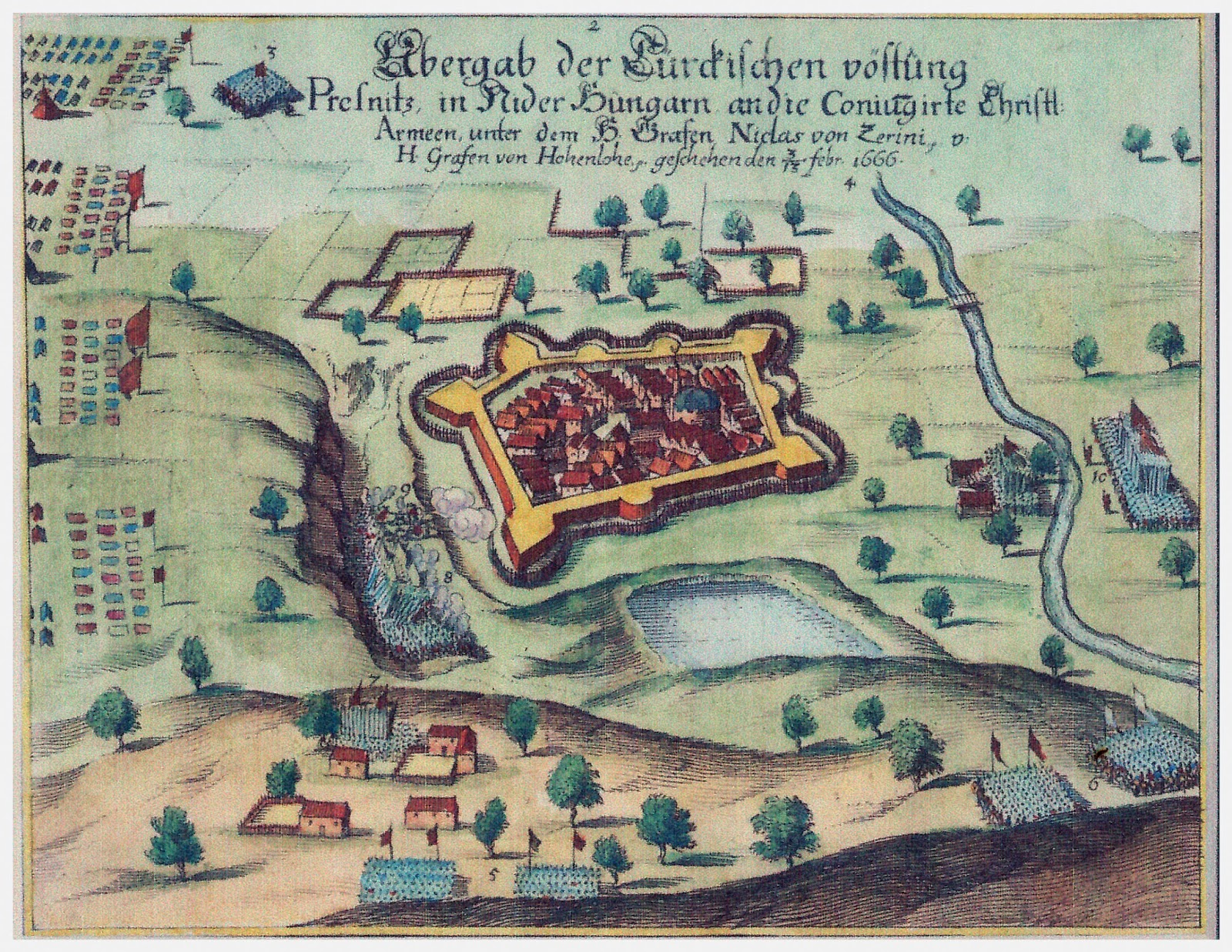
Berzence vára

Berzence várának elfoglalását követően Babócsát vették be. Babócsa eleste után a közeli Barcs várából a török őrség harc nélkül kivonult, ezután a keresztény hadak elérték Szigetvárt, de a vár ostromával nem foglalkoztak Zrínyiék. Ehelyett egy közelben álló türbét dúltak fel, amit I. (Nagy) Szulejmán emlékére emeltek, aki 1566-ban itt halt meg a vár ostromakor. Akkor az erősséget a százezres szultáni sereggel szemben a bán dédapja, az azonos nevű Zrínyi Miklós védte horvát és magyar katonák élén utolsó leheletéig.

Alig egy hét alatt komolyabb ellenállás nélkül a keresztény hadak már mélyen Baranya területén jártak. Január 28-án Pécset vette körbe Zrínyi és von Hohenlohe csapataival. Két nappal később Zrínyi Esterházy Pál akkori főstrázsamesterrel (később nádor) a horvát és magyar lovassággal (5000 fő) elindult tovább a Dráva vonalán, addig seregük gyalogsága a németekkel Pécs ostrománál maradt.

Zrínyi Eszékig hatolt, ahol a törököknek még a 16. században épült 8 km hosszú tölgyfahídja állt. A háborúk idején ezen keresztül szállították az utánpótlást és ez kötötte össze a horvátországi hódoltságot a magyarral. A hídhoz ráadásul egy negyven hajóból álló hajóhíd is csatlakozott. Rendkívül nagy volt a stratégiai fontossága, amit legjobban Zrínyi mért föl.

A folyón vastag jégpáncél húzódott, de robbantásra nem gondolhattak a kevés lőpor miatt. A lovasság két napon át a környező erdőkből és mocsarakból száraz rőzsét és nádat hordott, míg végül két nap alatt jól kibélelték vele a hidat. Az eszéki várból a törökök ágyúkkal megpróbálták elzavarni a horvátokat és a magyarokat, de nem sokat értek el vele. Zrínyi lovasságának mindössze egy sebesültje volt az ágyúzástól. Kirohanással nem is próbálkozott meg a török őrség.

Február 1-én végre elegendő mennyiségű fát és nádat hordtak a hídhoz, s meggyújtották. Erős szél fújt, ami annál jobban gerjesztette a lángokat és végül az egész híd egyetlen hatalmas lángtengerben úszott.

Esterházy így írja le az eseményt: „…az egész szerkezetet Isten segítségével porrá égettük… Borzalmas látvány volt, midőn éjszaka szemléltük ezt az oly sok ezer lépés hosszúságú, meggyújtott fáklyaként égő hidat, mint valami ránkszakadó ördögi látomást”

Mialatt Zrínyi Eszéken volt, a Pécsnél maradt keresztény seregből több horvát, osztrák és magyar elsősorban gyalogsági alakulat elvált a seregtől és a Duna-Dráva torkolat vidéke felé vették az irányt. Útközben elfoglalták Mohács, Szécs, Szekcső, Újvár és Nádas erősségeket.
A híd pusztulása súlyos csapást volt a törökre nézve. Február 3-án mikor a híd már teljesen leégett, Zrínyi elindult Eszék alól vissza Pécsre. Útközben felégették Baranyavárt, majd a pécsi ostromzárat is feloldották.

Az eszéki híd pusztulásával a széles Dráva folyó elszakította egymástól a török kézben levő magyar és horvát területeket. Továbbá a várak visszafoglalásával elvágták az összeköttetést a kanizsai várral, aminek visszafoglalásához kedvező alkalom jött el.

## További események
A hadjárat alkalmával Zrínyiék nagy zsákmányt ejtettek: húszezer marhát, háromezer lovat, számtalan előkelő törököt és száz keresztény foglyot szabadítottak ki. A hadjáratot von Hohenlohe az utóbbi száz év legnagyszerűbb haditettének nevezte, és a harc további kilátásai is biztatóak voltak.
I. Lipót is elismerte a hadjárat sikerét, vezérének pedig nagy hírnevet szerzett Európában. Zrínyit a francia király 10 ezer arannyal, a spanyol király az aranygyapjas renddel jutalmazta.
Eközben a franciák egy másik ligát is alakítottak további nyugati államokkal a törökök ellen. Wesselényi nádor dekrétumban ösztökélte a vármegyéket, hogy fel fognak szabadulni a török uralom alól. A nádor Zrínyi egyik művének Az török áfium ellen való orvosság-nak gondolataival szőtte át nyilatkozatait és ezzel szólította fegyverbe az országot.

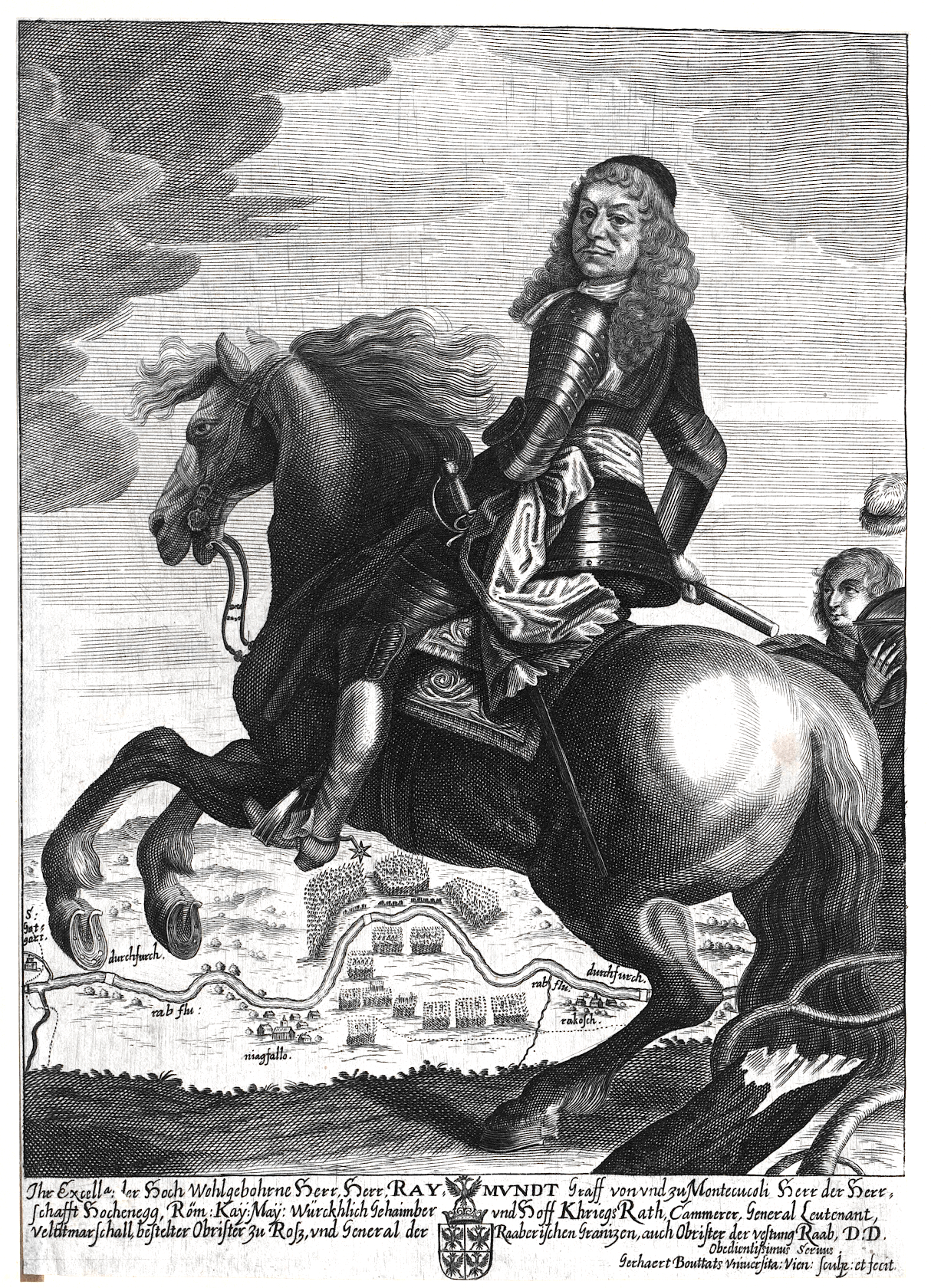
Raimondo Montecuccoli

A fővezéri tisztség kérdésében egyelőre még tárgyalások folytak. A császár Raimondo Montecuccoli itáliai hadvezért javasolta, addig a Rajnai Szövetség a horvát bán mellett tört lándzsát, de felmerült a jeles francia hadvezérnek, Henri de La Tour d’Auvergne-nek, Turenne vikomtjának a neve is. Végül megosztottá tették a hadvezetést. Zrínyi és Montecuccoli került a hadsereg élére. Zrínyi ezután ragaszkodott ahhoz, hogy mihamarabb kezdjék meg Kanizsa ostromát, mert a török támadás a tél elmúltával nem fog váratni magára. De az Udvari Haditanács szokásához híven most is tétovázott, ezzel igen nagy lehetőséget mulasztottak el. Ha Kanizsa ostromát időben megkezdték volna, a város visszafoglalásával ellensúlyozhatták volna az Érsekújvár elvesztéséből adódott súlyos helyzetet. Zrínyi szerint tavaszig nem szabadott volna várni, mert akkor a török könnyen felmenthette az ostromlott várat.
A haditanács csak márciusban adta ki az engedélyt, Zrínyi szerint már túl későn. Kanizsa ostromát egy magyar, horvát, bajor, osztrák és rajnai katonákból álló sereg, április 21-én kezdte meg. A török védők kitartottak, s a nagyvezír 60 ezer fős serege élén már sietett a felmentésükre. A Dráván hajóhidat veretett, azon keresztül vonult Kanizsához, a háromszor kisebb keresztény sereg pedig meghátrált előle.
Zrínyit az udvar másodszor is leváltotta főparancsnoki tisztségéről. A vezetés egyedül Montecuccoli kezében maradt. Az oszmán nagyvezír eközben Zrínyiújvár ellen vezette seregét, amelynek megépítése casus belli volt a Porta szemében. Montecuccoli csekély létszámú csapataival állt a Muraközben. A mai történelemkönyvek közül is soknak az a véleménye, hogy tétlenül nézte végig a vár elfoglalását és lerombolását. Valójában a katonái éheztek, le voltak gyengülve, és kevés volt a hadianyag. Ilyen állapotban kész öngyilkosság többszörös túlerőben levő ellenséggel szemben rohamot indítani. A törökök június 30-án bevették a várat és lerombolták. Zrínyi az egész katasztrófáért Montecuccolit okolta, és Bécsbe távozott. A császári tábornok kicsiny serege pedig kénytelen volt Muraszombatig (ma Murska Sobota Szlovénia) hátrálni.
Köprülü nagyvezír további célja a Rába vonalának áttörése volt, hogy innen Bécs ellen vonuljon, IV. Mehmed szultán parancsa szerint. Az immár vagy másfél százezer főre növekedett török sereget a szentgotthárdi csatában azonban Montecuccoli osztrák, német, rajnai és francia csapatok élén legyőzte.
A győzelem ellenére a bécsi udvar megkötötte a szégyenletes vasvári békét.

## Külső hivatkozások
- Perjés Géza: A szentgotthárdi csata 1964, Szentgotthárd, helytörténeti, művelődéstörténeti, helyismereti tanulmányok, Szombathely 1981. ISBN 963-03-1192-5
- R. Várkonyi Ágnes: Megújulások kora, Magyar Könyvklub, Budapest 2001. ISBN 9635484712
- Magyarország hadtörténete, Zrínyi katonai kiadó, Budapest 1985. szerk.: Liptai Ervin ISBN 9633263379
- Magyarország története, 1526–1686, 2. kötet, Akadémia Kiadó, Budapest 1985. Főszerk.: Pach Zsigmond, Szerk.: R. Várkonyi Ágnes ISBN 963 05 09296